# Marcin Napiórkowski (fizyk)
Marcin Marek Napiórkowski (ur. 13 lipca 1986 w Warszawie) – polski fizyk i matematyk.

## Życiorys
Absolwent II Liceum Ogólnokształcącego im. Stefana Batorego w Warszawie (matura 2005). W 2010 roku ukończył studia na Wydziale Matematyki, Informatyki i Mechaniki Uniwersytetu Warszawskiego. W 2014 roku na Wydziale Fizyki Uniwersytetu Warszawskiego otrzymał stopień naukowy doktora nauk fizycznych na podstawie rozprawy pt. Ścisła analiza widma wzbudzeń i kwazicząstek w gazach kwantowych, napisanej pod kierunkiem Jana Derezińskiego. W 2022 roku, na Wydziale Matematyki, Informatyki i Mechaniki Uniwersytetu Warszawskiego, uzyskał stopień doktora habilitowanego.